# Neotrichia armitagei
Neotrichia armitagei är en nattsländeart som beskrevs av Harris 1991. Neotrichia armitagei ingår i släktet Neotrichia och familjen smånattsländor. Inga underarter finns listade i Catalogue of Life.